# Usnjati krešič
Usnjati krešič (znanstveno ime Carabus coriaceus) je plenilska vrsta hrošča iz družine krešičev, ki je razširjena po listnatih in mešanih gozdovih, tudi v Sloveniji.